# Will Keane
William David Keane (Stockport, 1993. január 11. –) angol-ír  labdarúgó, a Wigan Athletic játékosa. Ikertestvére, Michael Keane védő a Burnleynél. Keane játszott a korosztályos angol válogatottakban, nem úgy, mint testvére, aki az ír válogatottat képviseli.

## Karrier

### Klub karrier
Keane először a Wolverhampton Wanderers ellen 2–1-re elvesztett bajnoki mérkőzésen nevezték a keretbe, a 2010–2011-es Premier League találkozón, majd az Aldershot Town elleni 3–0-s győzelem során is a keret tagja volt, de ismét csak a kispadon maradt. Debütálása 2011. december 31-én következett, a Blackburn Rovers elleni 3–2-es vereség során. Rafael cseréjeként lépett pályára. A manchesteri klub többször is kölcsönadta, mígnem a 2016–17-es idény előtt a Hull City végleg megvásárolta a játékjogát.

### Nemzetközi karrier
Keane debütált az angol U16-os csapatban egy 3–1-es győzelemmel Oroszországban 2009-ben. Három meccsen egy gólt szerzett a csapatban. Szintén tagja volt az U17-es csapatnak is, amely megnyerte 2010-ben a korosztályos világbajnokságot, pályára lépett a döntőben is. Összesen 15 meccsen 3 gólt szerzett. Később az U19-ben hat meccsen egy gólig jutott. 2011 novemberében Stuart Pearce hívta fel, hogy szerepeljen az U21-es válogatottban. Keane örömmel igent mondott. A jó teljesítménnyel a Manchester Uniteden belül is feljebb lépett a ranglétrán, az ificsapatból az első kerethez került át. Legutóbbi válogatott mérkőzésén az U19-ben duplázni tudott Szlovénia ellen.

## Karrier statisztikák
2016. november 6-án frissítve
| Klub                             | Szezon           | Bajnokság        | Liga            | Liga  | FA Kupa         | FA Kupa | Angol Ligakupa  | Angol Ligakupa | Európa          | Európa | Egyéb           | Egyéb | Összesen        | Összesen |
| Klub                             | Szezon           | Bajnokság        | Pályára lépések | Gólok | Pályára lépések | Gólok   | Pályára lépések | Gólok          | Pályára lépések | Gólok  | Pályára lépések | Gólok | Pályára lépések | Gólok    |
| -------------------------------- | ---------------- | ---------------- | --------------- | ----- | --------------- | ------- | --------------- | -------------- | --------------- | ------ | --------------- | ----- | --------------- | -------- |
| Manchester United                | 2010–2011        | Premier League   | 0               | 0     | 0               | 0       | 0               | 0              | 0               | 0      | 0               | 0     | 0               | 0        |
| Manchester United                | 2011–2012        | Premier League   | 1               | 0     | 0               | 0       | 0               | 0              | 0               | 0      | 0               | 0     | 1               | 0        |
| Manchester United                | 2012–2013        | Premier League   | 0               | 0     | 0               | 0       | 0               | 0              | 0               | 0      | —               | —     | 0               | 0        |
| Manchester United                | 2013–2014        | Premier League   | 0               | 0     | 0               | 0       | 0               | 0              | 0               | 0      | 0               | 0     | 0               | 0        |
| Manchester United                | 2014–2015        | Premier League   | 0               | 0     | 0               | 0       | 0               | 0              | —               | —      | —               | —     | 0               | 0        |
| Manchester United                | 2015–2016        | Premier League   | 1               | 0     | 1               | 0       | 0               | 0              | 0               | 0      | 0               | 0     | 2               | 0        |
| Összesen                         | Összesen         | Összesen         | 2               | 0     | 1               | 0       | 0               | 0              | 0               | 0      | 0               | 0     | 3               | 0        |
| Wigan Athletic (kölcsönben)      | 2013–2014        | Championship     | 4               | 0     | —               | —       | —               | —              | 0               | 0      | —               | —     | 4               | 0        |
| Queens Park Rangers (kölcsönben) | 2013–2014        | Championship     | 10              | 0     | —               | —       | —               | —              | —               | —      | 0               | 0     | 10              | 0        |
| Sheffield Wednesday (kölcsönben) | 2014–2015        | Championship     | 13              | 3     | —               | —       | —               | —              | —               | —      | —               | —     | 13              | 3        |
| Preston North End (kölcsönben)   | 2015–2016        | Championship     | 20              | 1     | —               | —       | 2               | 1              | —               | —      | —               | —     | 22              | 2        |
| Hull City                        | 2016–2017        | Premier League   | 5               | 0     | 0               | 0       | 1               | 0              | —               | —      | —               | —     | 6               | 0        |
| Karrier összesen                 | Karrier összesen | Karrier összesen | 54              | 4     | 1               | 0       | 3               | 1              | 0               | 0      | 0               | 0     | 58              | 5        |

## Sikerei, díjai

### Klub
Manchester United
- FA Youth Cup
  - Győztes: 2010–11[3]

Wigan Athletic
- League One
  - Bajnok: 2021–22[4]

### Válogatott
Anglia U20
- U17-es labdarúgó-Európa-bajnokság
  - Bajnok: 2010[5]

### Egyéni
- Jimmy Murphy – Az Év fiatal labdarúgója: 2009–10[6]
- A League One gólkirálya: 2021–22[4]

## Külső hivatkozások
- Will Keane (angol nyelven). premierleague.com